# Tiffany Ecker
Tiffany Ecker (* 20. April 1984 auf Long Island, New York) ist eine US-amerikanische Mountainboard-Weltmeisterin. Sie war die erste Frau, die einen sogenannten Back-Flip mit einem Mountainboard erfolgreich absolvieren konnte.
Ecker betreibt zudem eine Reihe anderer Sportarten wie Snowboarden, Skateboarden, Skifahren oder Klettern.

## Titel
- Weltmeisterin 2004 im Freestyle Mountainboarden (Women’s World Freestyle Champion)
- US-Open-Meisterin 2005 in der Kategorie Big Air (US-Open Women’s Big Air Champion);